# Thomas Frigo
Thomas Frigo (Soave, 19 maggio 1997) è un pallavolista italiano libero del Dossobuono.

## Carriera

### Club
La carriera di Thomas Frigo inizia nel 2008 quando inizia a giocare nelle giovanili dello Zevio. Nella stagione 2012-13 viene ingaggiato dal BluVolley Verona, giocando prima in Serie D e poi in Serie C: in quest'ultima categoria ha un'esperienza con il Fresko nell'annata 2014-15.
Nella stagione 2015-16 ritorna nuovamente al BluVolley Verona, questa volta in prima squadra, in Serie A1, con cui vince la Challenge Cup 2015-16. Nella stagione 2018-19 si accasa alla New Real Gioia, in Serie A2; rientra in campo nell'annata 2020-21 con il Dossobuono, in Serie B.

## Palmarès

### Club
- Challenge Cup: 1

2015-16